# Алейшу, Педру
Пе́дру Але́йшу (порт. Pedro Aleixo; 1 августа 1901, Мариана, Минас-Жерайс, Бразилия — 3 марта 1975, Белу-Оризонти, Бразилия) — бразильский государственный и политический деятель, вице-президент Бразилии в 1967—1969 годах.

## Биография
Педру Алейшу окончил Юридический факультет университета Минас-Жерайса в 1922 году. Работал редактором созданной им газеты «Estado de Minas». В 1930 году поддержал Либеральный альянс Жетулиу Варгаса и проведённую им революцию.
В 1933 году Алейшу был избран депутатом от своего штата, а в мае 1937 года при поддержке Варгаса занял пост председателя Палаты депутатов Бразилии. В ноябре того же года Варгасом было объявлено о создании «Нового государства», и Парламент Бразилии был распущен. После этого Алейшу встал в оппозицию к режиму Варгаса.
В 1947 году Алейшу стал депутатом законодательного собрания Минас-Жерайса, а вскоре был назначен министром юстиции и внутренних дел штата. В 1958 году вернулся в Палату депутатов Бразилии. Алейшу находился в оппозиции по отношению к правительству Кубичек, а затем и Гуларта, и поэтому в 1964 году стал одним из гражданских лидеров военного переворота, приведшего к установлению двадцатилетней военной диктатуры.
С 10 января по 30 июня 1966 года Алейшу занимал пост министра образования в правительстве Кастелу Бранку. В 1967 году был избран Конгрессом на пост вице-президента страны. С 11 по 14 апреля 1967 года, во время визита президента в Уругвай, Алейшу временно исполнял его обязанности.
В 1969 году Коста-и-Силва был смещён с поста президента, к власти пришла военная хунта, и Алейшу также потерял свои полномочия.